# カール・リステンパルト
カール・リステンパルト（Karl Ristenpart, 1900年1月26日 - 1967年12月24日）は、ドイツ出身の指揮者。

## 生涯
キールの出身。幼少期に天文学者だった父がチリ国立天文台の館長に就任した都合で、一時チリに移住した。1913年の父の死去に伴い、ドイツに帰国したが、帰国時に聴いたヘルマン・シェルヘンの指揮するマーラーの交響曲第5番を聴いて音楽家を志すようになった。1924年から1928年までシュテルン音楽院で学び、その後ウィーン音楽院に留学してヒューゴ・カウダーの薫陶を受けた。ベルリンに戻ってからは、ベルリン・オラトリオ合唱団の指揮者となり、1930年にチェンバロ奏者のルース・クリステンセンと結婚。1932年からベルリン室内管弦楽団を結成して演奏活動を行ったが、ナチスに協力しなかったため、室内管弦楽団の解散を余儀なくされた。第二次世界大戦終結後は、アメリカ軍占領地区放送局（RIAS）のために室内管弦楽団を作り、バッハのカンタータを中心に活発な演奏活動を展開した。1953年にザールブリュッケンに移ってからはザール放送室内管弦楽団を創設し、ディスコフィル・フランセやエラートなど、主にフランスのレコード・レーベルに多くの商業録音を残した。
1967年12月24日、演奏旅行先のリスボンで心臓発作を起こして急逝した。